# Пестеры
 Пестеры  — деревня в Кирово-Чепецком районе Кировской области в составе Фатеевского сельского поселения.

## География
Расположена на расстоянии примерно 7 км на юг-юго-запад по прямой от районного центра города Кирово-Чепецк.

## История
Известна с 1671 года как починок Федкинской Мокрушина (позже Федки Мокрушина) с 2 дворами, в 1764 году в починке 34 жителя, в 1802 3 двора. В 1873 году здесь (починок Федьки Мокрушина или Пестери) дворов 6 и жителей 63, в 1905  (деревня Пестеры) 11 и 88, в 1926 (Пестери или Федьки Мокрушина) 20 и 106, в 1950 15 и 56, в 1989 оставалось 19 жителей.

## Население
Постоянное население составляло 17 человек (русские 100%) в 2002 году, 19 в 2010.